# Марена кримська
{{#ifeq:0|0|{{#if:Barbus tauricus|{{#if:|[[]}}|[[]]}}}}
Марена кримська (Barbus tauricus) — риба родини коропові. Включає три підвиди Barbus tauricus escherichii, Barbus tauricus kubanicus, Barbus tauricus tauricus.

## Розповсюдження
Ендемік річок чорноморського узбережжя. Зустрічається у річках Туреччини, Болгарії, Росії. В Україні у середній та нижній течії річок Альма, Кача, Аян, Бельбек, Чорна, Салгир, Учан-Су, ареал включає також водосховища Бахчисарайське, Альмінське, Сімферопольське, Аянське, Білогірське, Михайлівське, Феодосійське.

## Будова
Тіло видовжене, трохи сплюснуте з боків. Рило відносно коротке. Рот оточений двома парами вусиків. Губи добре розвинені, нижня має три лопаті. Спинний плавець усічений або слабко вирізаний, його висота становить 20,5–24,1% довжини тіла без хвостового плавця. Останній нерозгалужений промінь спинного плавця трохи потовщений і частково вкритий дрібними зубчиками по його задньому краю. Луска дрібна, у бічній лінії 51–58 лусок. Найбільша довжина тіла близько 70 см, вага до 5–7 кг, тривалість життя понад 9 років (у річках відповідно до 35 см, 1,2 кг та 7 років). Забарвлення оливково-зеленкувате з переходом до жовтувато-білого на череві і темно-бурого зі сталевим відтінком на спині. Іноді на боках тіла і спинному плавці є темні цятки. Кінчики плавців золотисто-рудуваті, біля спинного темні. Рогівка ока сизувата.

## Спосіб життя
Прісноводна донна риба, живе у добре насичених киснем потоках і гірських водосховищах. У річках трапляється на висоті від 200–300 до 500–600 м. Тримається найглибших ділянок мілководних кримських річок. Статевої зрілості самці досягають у віці 2 років при довжині і масі тіла відповідно 6,5 см і 5,4 г, самиці відповідно у 3 роки при 10 см і 19 г. Розмноження триває з кінця квітня до середини червня. Плодючість понад 6,5 тис. ікринок. Нерест порційний, на мілководдях, у місцях із швидкою течією та кам'янисто-гальковим ґрунтом. Ікра марени отруйна, хижаки її не споживають, таким чином зберігається значна частина потомства. Молодь живиться дрібними ракоподібними, личинками комах та водоростями, дорослі риби споживають молодь вищих ракоподібних, личинок та комах, водорості і вищі рослини.

## Значення
Вид занесений до Червоної книги України. Чисельність незначна. Причини скорочення чисельності — браконьєрство та руйнування природних біотопів внаслідок зміни гідрологічного режиму річок. 